# Unser Lied für Stockholm 2016
La settima edizione di Unser Lied für, denominata per l'occasione Unser Lied für Stockholm, si è svolta il 26 febbraio 2016 e ha selezionato il rappresentante della Germania all'Eurovision Song Contest 2016 a Stoccolma, in Svezia.
La vincitrice è stata Jamie-Lee Kriewitz con Ghost.

## Organizzazione
Il 27 maggio 2015 l'emittente radiotelevisiva pubblica Norddeutscher Rundfunk (NDR) ha confermato la partecipazione della Germania all'Eurovision Song Contest 2016 a Stoccolma. l 9 novembre successivo l'emittente ha annunciato che Xavier Naidoo avrebbe rappresentato la Germania alla manifestazione europea, mentre una selezione nazionale (denominata Unser Song für Xavier) sarebbe stata usata per determinare il brano che avrebbe cantato all'Eurovision. Tuttavia, in seguito alle proteste riguardanti il supporto di Naidoo al Reichsbürgerbewegung, movimento che inneggia al Deutsches Reich, l'emittente ha reciso l'accordo con l'artista e ha confermato l'organizzazione di una selezione nazionale aperta a tutti gli artisti interessati.
L'evento si è tenuto in un'unica serata il 25 febbraio 2016 presso gli Köln-Mülheim di Colonia, con la conduzione di Barbara Schöneberger e ha visto 10 artisti competere per la possibilità di rappresentare il proprio paese a Stoccolma. Per quanto riguarda il format della selezione, il voto del pubblico ha decretato i primi 3 classificati in una prima fase, per poi selezionare il vincitore nel secondo round.
Per la settima volta parte della produzione è spettata a Brainpool TV, mentre l'evento è stato trasmesso su Das Erste, One e sui rispettivi siti web dell'emittente e dell'Eurovision Song Contest.

## Partecipanti
I 10 partecipanti e i relativi brani, selezionati da una commissione interna fra le 150 proposte ricevute, sono stati annunciati il 12 gennaio 2016.
| Artista            | Titolo                            | Lingua                     | Compositori                                                    |
| ------------------ | --------------------------------- | -------------------------- | -------------------------------------------------------------- |
| Alex Diehl         | Nur ein Lied                      | Tedesco, inglese, francese | Alex Diehl                                                     |
| Avantasia          | Mystery of a Blood Red Rose       | Inglese                    | Tobias Sammet                                                  |
| Ella Endlich       | Adrenalin                         | Tedesco                    | Erik Macholl, Andreas John, Bahar Henschel                     |
| Gregorian          | Masters of Chant                  | Inglese                    | Frank Peterson, Amelia Brightman, Toni Pintos, Basti Inselmann |
| Jamie-Lee Kriewitz | Ghost                             | Inglese                    | Thomas Burchia, Anna Leyne, Conrad Hensel                      |
| Joco               | Full Moon                         | Inglese                    | Cosima Carl, Josepha Carl, Anya Weihe                          |
| Keøma              | Protected                         | Inglese                    | Chris Klopfer, Kat Frankie                                     |
| Laura Pinski       | Under the Sun We Are One          | Inglese                    | Ralph Siegel, John O'Flynn                                     |
| Luxuslärm          | Solange Liebe in mir wohnt        | Tedesco                    | Philippe Heithier, Götz von Sydow                              |
| Woods of Birnam    | Lift Me Up (From the Underground) | Inglese                    | Christian Friedel, Philipp Makolies, Duncan Townsend           |

## Finale
La finale si è svolta il 26 febbraio 2016 presso gli studi Köln-Mülheim di Colonia, presentata da Barbara Schöneberger.
La finale è stata suddivisa in due parti: nella prima parte, dopo che i dieci finalisti si sono esibiti con il loro pezzo eurovisivo, il voto del pubblico ha determinato i tre artisti qualificati alla superfinale, ove è stato poi scelto il vincitore.
| #  | Artista            | Brano                             | Televoto | Televoto | Posizione |
| -- | ------------------ | --------------------------------- | -------- | -------- | --------- |
| 1  | Ella Endlich       | Adrenalin                         | 41 172   | 5,34%    | 7         |
| 2  | Joco               | Full Moon                         | 22 645   | 2,93%    | 9         |
| 3  | Gregorian          | Masters of Chant                  | 69 874   | 9,06%    | 5         |
| 4  | Woods of Birnam    | Lift Me Up (From the Underground) | 12 332   | 1,63%    | 10        |
| 5  | Luxuslärm          | Solange Liebe in mir wohnt        | 42 576   | 5,52%    | 6         |
| 6  | Keøma              | Protected                         | 25 609   | 3,32%    | 8         |
| 7  | Avantasia          | Mystery of a Blood Red Rose       | 124 845  | 16,19%   | 2         |
| 8  | Alex Diehl         | Nur ein Lied                      | 124 268  | 16,12%   | 3         |
| 9  | Jamie-Lee Kriewitz | Ghost                             | 221 846  | 28,78%   | 1         |
| 10 | Laura Pinski       | Under the Sun We Are One          | 85 642   | 11,11%   | 4         |

### Superfinale
| # | Artista            | Brano                       | Televoto | Televoto | Posizione |
| - | ------------------ | --------------------------- | -------- | -------- | --------- |
| 1 | Avantasia          | Mystery of a Blood Red Rose | 241 573  | 21,6%    | 3         |
| 2 | Alex Diehl         | Nur ein Lied                | 380 293  | 33,9%    | 2         |
| 3 | Jamie-Lee Kriewitz | Ghost                       | 498 293  | 44,5%    | 1         |

## All'Eurovision Song Contest
Essendo uno dei Big Five, la Germania si è esibita direttamente in finale, avendo diritto di voto nella seconda semifinale.
Jamie-Lee si è esibita 10ª classificandosi ultima su 26 finalisti con 11 punti.

### Voto

#### Punti assegnati alla Germania
| Giurie   | Giurie | Giurie     | Giurie    | Giurie    |
| 12       | 10     | 8          | 7         | 6         |
| -------- | ------ | ---------- | --------- | --------- |
|          |        |            |           |           |
| 5        | 4      | 3          | 2         | 1         |
|          |        |            |           | - Georgia |
| Televoto |        |            |           |           |
| 12       | 10     | 8          | 7         | 6         |
|          |        | - Svizzera |           |           |
| 5        | 4      | 3          | 2         | 1         |
|          |        |            | - Austria |           |

#### Punti assegnati dalla Germania
| Punti | Giuria      | Televoto  |
| ----- | ----------- | --------- |
| 12    | Israele     | Polonia   |
| 10    | Georgia     | Australia |
| 8     | Belgio      | Ucraina   |
| 7     | Australia   | Bulgaria  |
| 6     | Ucraina     | Belgio    |
| 5     | Lettonia    | Georgia   |
| 4     | Bulgaria    | Lituania  |
| 3     | Lituania    | Lettonia  |
| 2     | Bielorussia | Israele   |
| 1     | Svizzera    | Serbia    |

| Punti | Giuria      | Televoto    |
| ----- | ----------- | ----------- |
| 12    | Israele     | Russia      |
| 10    | Svezia      | Polonia     |
| 8     | Georgia     | Svezia      |
| 7     | Ucraina     | Austria     |
| 6     | Australia   | Ucraina     |
| 5     | Belgio      | Australia   |
| 4     | Paesi Bassi | Bulgaria    |
| 3     | Italia      | Paesi Bassi |
| 2     | Lettonia    | Armenia     |
| 1     | Lituania    | Italia      |

#### Giuria
La giuria tedesca per l'Eurovision Song Contest 2016 è stata composta da:
- Namika, cantante;
- Sascha Vollmer, cantante, compositore e musicista;
- Alec Völkel, cantante;
- Sarah Connor, cantante;
- Anna Loos, cantante e attrice.